# 1965年モナコグランプリ
座標: 北緯43度44分4.74秒 東経7度25分16.8秒 / 北緯43.7346500度 東経7.421333度
1965年モナコグランプリ (1965 Monaco Grand Prix) は、1965年のF1世界選手権第2戦として、1965年5月30日にモンテカルロ市街地コースで開催された。
レースは100周で行われ、BRMのグラハム・ヒルがポール・トゥ・ウィンで優勝、フェラーリのロレンツォ・バンディーニが2位、ヒルのチームメイトのジャッキー・スチュワートが3位となった。

## レース概要
ジム・クラークとダン・ガーニーは、インディ500に出場するため、本レースを欠場した。これを知ったレース主催者は、チーム・ロータスへのスターティングマネーの支払いを渋ったため、コーリン・チャップマンは本レースから撤退する決断を下した。なお、クラークはこの年のインディ500を制している。ブラバムはガーニーに代わって、新人デニス・ハルムを起用した。前年夏にF1参戦を開始したホンダは、本レースからRA271の改良型RA272を投入し、ロニー・バックナムに加えて、BRMからリッチー・ギンサーを迎えて2台体制とし、タイヤも本年からF1に本格参入したグッドイヤーに変更され、アメリカ色が強いチームとなった。
当時のモナコGPは、決勝に進出できるのは16台に限られていた。本年はファクトリーチームに対し、1964年のドライバーズランキングに応じて決勝進出の権利が与えられ、残りのグリッドを予選の結果によって決める方式であった。チーム・ロータスの撤退により参加台数は17台となったため、予選落ちは1台のみとなった。ポールポジションはBRMのグラハム・ヒルが獲得し、ジャック・ブラバムが2番手でフロントローを獲得、2列目はジャッキー・スチュワート(BRM)とロレンツォ・バンディーニ(フェラーリ)、3列目はジョン・サーティース(フェラーリ)とリチャード・アトウッド(レグ・パーネルのロータス)、4列目はブルース・マクラーレン(クーパー)とF1デビュー戦となるハルムが占めた。
決勝はヒルとスチュワートのBRM勢が好スタートを切り、バンディーニ、サーティース、ブラバム、マクラーレンが追う展開となる。25周目、ヒルがボブ・アンダーソンを周回遅れにしようとしたが接触しかけそうになり、エスケープロードへ逃れざるを得ず、この間に5位まで順位を落とした。スチュワートはその後4周をリードするが、サン・デボーテでスピンを喫してヒルの前の4位に後退した。これで既にフェラーリ勢を抜いていたブラバムがトップに立ったが、間もなくエンジントラブルでリタイアする。代わってフェラーリ勢の1-2体制となるが、ヒルは53周目にサーティースを、63周目にバンディーニを抜いてトップを奪い返し、モナコGP3連覇を果たした。スチュワートも77周目にサーティースを抜き、F1デビュー2戦目で3位表彰台を獲得した。その2周後、ポール・ホーキンスがマシンごと海に飛び込んでしまうアクシデントがあったが、彼は無傷だった。

## エントリーリスト
| チーム                                     | No. | ドライバー               | コンストラクター | シャシー | エンジン                    | タイヤ |
| ------------------------------------------ | --- | ------------------------ | ---------------- | -------- | --------------------------- | ------ |
| ブラバム・レーシング・オーガニゼーション   | 1   | ジャック・ブラバム       | ブラバム         | BT11     | クライマックス FWMV 1.5L V8 | G      |
| ブラバム・レーシング・オーガニゼーション   | 2   | デニス・ハルム           | ブラバム         | BT7      | クライマックス FWMV 1.5L V8 | G      |
| オーウェン・レーシング・オーガニゼーション | 3   | グラハム・ヒル           | BRM              | P261     | BRM P60 1.5L V8             | D      |
| オーウェン・レーシング・オーガニゼーション | 4   | ジャッキー・スチュワート | BRM              | P261     | BRM P60 1.5L V8             | D      |
| チーム・ロータス                           | 5   | マイク・スペンス 1       | ロータス         | 33       | クライマックス FWMV 1.5L V8 | D      |
| チーム・ロータス                           | 6   | ペドロ・ロドリゲス 1     | ロータス         | 25       | クライマックス FWMV 1.5L V8 | D      |
| クーパー・カー・カンパニー                 | 7   | ブルース・マクラーレン   | クーパー         | T77      | クライマックス FWMV 1.5L V8 | D      |
| クーパー・カー・カンパニー                 | 8   | ヨッヘン・リント         | クーパー         | T77      | クライマックス FWMV 1.5L V8 | D      |
| DWレーシング・エンタープライゼス           | 9   | ボブ・アンダーソン       | ブラバム         | BT11     | クライマックス FWMV 1.5L V8 | D      |
| DWレーシング・エンタープライゼス           | 10  | ポール・ホーキンス       | ロータス         | 33       | クライマックス FWMV 1.5L V8 | D      |
| ジョン・ウィルメント・オートモビルズ       | 11  | フランク・ガードナー     | ブラバム         | BT11     | BRM P56 1.5L V8             | D      |
| R.R.C. ウォーカー・レーシングチーム        | 12  | ヨアキム・ボニエ         | ブラバム         | BT7      | クライマックス FWMV 1.5L V8 | D      |
| R.R.C. ウォーカー・レーシングチーム        | 14  | ジョー・シフェール       | ブラバム         | BT11     | BRM P56 1.5L V8             | D      |
| レグ・パーネル・レーシング                 | 15  | リチャード・アトウッド   | ロータス         | 25       | BRM P56 1.5L V8             | D      |
| レグ・パーネル・レーシング                 | 16  | マイク・ヘイルウッド     | ロータス         | 25       | BRM P56 1.5L V8             | D      |
| スクーデリア・フェラーリ SpA SEFAC         | 17  | ロレンツォ・バンディーニ | フェラーリ       | 1512     | フェラーリ 207 1.5L F12     | D      |
| スクーデリア・フェラーリ SpA SEFAC         | 18  | ジョン・サーティース     | フェラーリ       | 158      | フェラーリ 205B 1.5L V8     | D      |
| ホンダ・R&D・カンパニー                    | 19  | ロニー・バックナム       | ホンダ           | RA272    | ホンダ RA272E 1.5L V12      | G      |
| ホンダ・R&D・カンパニー                    | 20  | リッチー・ギンサー       | ホンダ           | RA272    | ホンダ RA272E 1.5L V12      | G      |
| ソース:                                    |     |                          |                  |          |                             |        |

追記
- ^1 - チーム・ロータスはスターティングマネーの支払いを巡って紛争となり、本レースから撤退した[1]

## 結果

### 予選
| 順位    | No. | ドライバー               | コンストラクター        | タイム | 差   | グリッド |
| ------- | --- | ------------------------ | ----------------------- | ------ | ---- | -------- |
| 1       | 3   | グラハム・ヒル           | BRM                     | 1:32.5 | -    | 1        |
| 2       | 1   | ジャック・ブラバム       | ブラバム-クライマックス | 1:32.8 | +0.3 | 2        |
| 3       | 4   | ジャッキー・スチュワート | BRM                     | 1:32.9 | +0.4 | 3        |
| 4       | 17  | ロレンツォ・バンディーニ | フェラーリ              | 1:33.0 | +0.5 | 4        |
| 5       | 18  | ジョン・サーティース     | フェラーリ              | 1:33.2 | +0.7 | 5        |
| 6       | 15  | リチャード・アトウッド   | ロータス-BRM            | 1:33.9 | +1.4 | 6        |
| 7       | 7   | ブルース・マクラーレン   | クーパー-クライマックス | 1:34.3 | +1.8 | 7        |
| 8       | 2   | デニス・ハルム           | ブラバム-クライマックス | 1:34.8 | +2.3 | 8        |
| 9       | 9   | ボブ・アンダーソン       | ブラバム-クライマックス | 1:35.5 | +3.0 | 9        |
| 10      | 14  | ジョー・シフェール       | ブラバム-BRM            | 1:36.0 | +3.5 | 10       |
| 11      | 11  | フランク・ガードナー     | ブラバム-BRM            | 1:36.0 | +3.5 | 11       |
| 12      | 16  | マイク・ヘイルウッド     | ロータス-BRM            | 1:36.5 | +4.0 | 12       |
| 13      | 12  | ヨアキム・ボニエ         | ブラバム-クライマックス | 1:36.5 | +4.0 | 13       |
| 14      | 10  | ポール・ホーキンス       | ロータス-クライマックス | 1:37.0 | +4.5 | 14       |
| 15      | 19  | ロニー・バックナム       | ホンダ                  | 1:37.0 | +4.5 | 15       |
| 16      | 8   | ヨッヘン・リント         | クーパー-クライマックス | 1:37.5 | +5.0 | DNQ      |
| 17      | 20  | リッチー・ギンサー       | ホンダ                  | 1:39.7 | +7.2 | 16 1     |
| ソース: |     |                          |                         |        |      |          |

追記
- 16台が決勝進出
- ^1 - ギンサーは自動的に決勝へ進出する権利が与えられていた[4]

### 決勝
| 順位    | No. | ドライバー               | コンストラクター        | 周回数 | タイム/リタイア原因 | グリッド | ポイント |
| ------- | --- | ------------------------ | ----------------------- | ------ | ------------------- | -------- | -------- |
| 1       | 3   | グラハム・ヒル           | BRM                     | 100    | 2:37:39.6           | 1        | 9        |
| 2       | 17  | ロレンツォ・バンディーニ | フェラーリ              | 100    | +1:04.0             | 4        | 6        |
| 3       | 4   | ジャッキー・スチュワート | BRM                     | 100    | +1:41.9             | 3        | 4        |
| 4       | 18  | ジョン・サーティース     | フェラーリ              | 99     | 燃料切れ            | 5        | 3        |
| 5       | 7   | ブルース・マクラーレン   | クーパー-クライマックス | 98     | +2 Laps             | 7        | 2        |
| 6       | 14  | ジョー・シフェール       | ブラバム-BRM            | 98     | +2 Laps             | 10       | 1        |
| 7       | 12  | ヨアキム・ボニエ         | ブラバム-クライマックス | 97     | +3 Laps             | 13       |          |
| 8       | 2   | デニス・ハルム           | ブラバム-クライマックス | 92     | +8 Laps             | 8        |          |
| 9       | 9   | ボブ・アンダーソン       | ブラバム-クライマックス | 85     | +15 Laps            | 9        |          |
| 10      | 10  | ポール・ホーキンス       | ロータス-クライマックス | 79     | アクシデント        | 14       |          |
| Ret     | 1   | ジャック・ブラバム       | ブラバム-クライマックス | 43     | エンジン            | 2        |          |
| Ret     | 15  | リチャード・アトウッド   | ロータス-BRM            | 43     | ホイール            | 6        |          |
| Ret     | 19  | ロニー・バックナム       | ホンダ                  | 33     | ギアボックス        | 15       |          |
| Ret     | 11  | フランク・ガードナー     | ブラバム-BRM            | 29     | エンジン            | 11       |          |
| Ret     | 16  | マイク・ヘイルウッド     | ロータス-BRM            | 12     | ギアボックス        | 12       |          |
| Ret     | 20  | リッチー・ギンサー       | ホンダ                  | 0      | ハーフシャフト      | 16       |          |
| DNQ     | 8   | ヨッヘン・リント         | クーパー-クライマックス |        | 予選不通過          |          |          |
| ソース: |     |                          |                         |        |                     |          |          |

ラップリーダー
- 1-24=ヒル、25-29=スチュワート、30-33=バンディーニ、34-42=ブラバム、43-64=バンディーニ、65-100=ヒル

## 第2戦終了時点のランキング
|    | 順位 | ドライバー               | ポイント |
| -- | ---- | ------------------------ | -------- |
| 2  | 1    | グラハム・ヒル           | 13       |
| 1  | 2    | ジム・クラーク           | 9        |
| 1  | 3    | ジョン・サーティース     | 9        |
| 11 | 4    | ロレンツォ・バンディーニ | 6        |
| 1  | 5    | ジャッキー・スチュワート | 5        |

|   | 順位 | コンストラクター        | ポイント |
| - | ---- | ----------------------- | -------- |
| 2 | 1    | BRM                     | 13       |
|   | 2    | フェラーリ              | 12       |
| 2 | 3    | ロータス-クライマックス | 9        |
|   | 4    | クーパー-クライマックス | 4        |
|   | 5    | ブラバム-BRM            | 1        |

- 注:  トップ5のみ表示。ベスト6戦のみがカウントされる。